# Parafia Świętych Cyryla i Metodego w Lorain
Parafia Świętych Cyryla i Metodego – parafia prawosławna w Lorain, w Diecezji Bułgarskiej Kościoła Prawosławnego w Ameryce.
Parafia powstała w 1933. Jest to etnicznie bułgarska placówka duszpasterska. Obecna cerkiew została wzniesiona w latach dziewięćdziesiątych. Współcześnie większość parafian to prawosławni konwertyci.